# Lewie Steinberg
Pour les articles homonymes, voir Steinberg.
Lewis Steinberg, connu sous le surnom de Lewie Steinberg, né à Memphis (Tennessee) le 13 septembre 1933 et mort dans cette ville le 21 juillet 2016, est un musicien américain connu pour avoir été le premier bassiste du groupe de soul Booker T. and the M.G.'s.

## Biographie
Lewis Steinberg a été le premier bassiste du groupe de soul Booker T. and the M.G.'s. Il a fait partie de la formation de 1962 à 1965 avec laquelle il a notamment enregistré l'album instrumental Green Onions comprenant le morceau du même nom.

## Discographie
Green Onions (Stax 701)
- Green Onions
- Rinky Dink
- I Got A Woman
- Mo' Onions
- Twist And Shout
- Behave Yourself
- Stanger On The Shore
- Lonely Avenue
- One Who Really Loves You
- I Can't Sit Down
- A Woman, A Lover, A Friend
- Comin' Home Baby

Soul Dressing (Stax 705)
- Soul Dressing
- Tic Tac Toe
- Big Train
- Jellybread
- Aw' Mercy
- Outrage
- Night Owl Walk
- Chinese Checkers
- Home Grown
- Mercy Mercy
- Plum Nellie
- Can't Be Still